# 2024년 하계 올림픽 그리스 선수단
2024년 하계 올림픽 그리스 선수단은 2024년 7월 26일부터 8월 11일까지 프랑스 파리에서 열린 2024년 하계 올림픽에 참가한 올림픽 그리스 선수단이다.

## 출전 선수
| 종목           | 남자 | 여자 | 전체 |
| -------------- | ---- | ---- | ---- |
| 농구           | 12   | 0    | 12   |
| 레슬링         | 2    | 1    | 3    |
| 사격           | 2    | 3    | 5    |
| 사이클         | 1    | 0    | 1    |
| 수구           | 13   | 13   | 26   |
| 승마           | 0    | 1    | 1    |
| 아티스틱스위밍 | 빈칸 | 2    | 2    |
| 요트           | 3    | 1    | 4    |
| 유도           | 1    | 1    | 2    |
| 육상           | 4    | 10   | 14   |
| 조정           | 3    | 4    | 7    |
| 체조           | 1    | 0    | 1    |
| 펜싱           | 0    | 1    | 1    |
| 수영           | 14   | 3    | 17   |
| 탁구           | 1    | 0    | 1    |
| 테니스         | 2    | 2    | 4    |
| 전체           | 59   | 42   | 101  |

## 메달 집계
| 종목 | 1 | 2 | 3 | 합계 |
| 종목 | ' | ' | ' | '    |
| 종목 | ' | ' | ' | '    |
| 종목 | ' | ' | ' | '    |
| 합계 | ' | ' | ' | '    |

## 종목별 성적

### 레슬링
남자
- 요르고스 쿠윰치디스
- 다우렌 쿠룽글리에프

여자
- 마리아 프레볼라라키

### 사격
여자
- 아나 코라카키

### 사이클
남자
- 예오르요스 부글라스

### 수구
남자
여자

### 수영
남자
- 안드레아스 바제오스

### 승마
- 이올리 미틸리네우

### 아티스틱스위밍
- 소피아 말코예오르구
- 에방겔리아 플라타니오티

### 요트
남자
- 비론 코칼라니스

### 유도
남자
- 테오도로스 첼리디스

여자
- 엘리사베트 텔치두

### 육상
여자
- 카테리나 스테파니디

### 조정
남자
- 스테파노스 두스코스

### 체조
남자
- 엘레프테리오스 페트루니아스

### 탁구
남자
- 파나요티스 기오니스

### 테니스
남자
- 스테파노스 치치파스
- 페트로스 치치파스

여자
- 마리아 사카리
- 데스피나 파파미하일

### 펜싱
여자
- 도라 군두라

## 같이 보기
- 2024년 하계 올림픽